# Diaphone rungsi
Diaphone rungsi là một loài bướm đêm trong họ Noctuidae.